# Shinigami

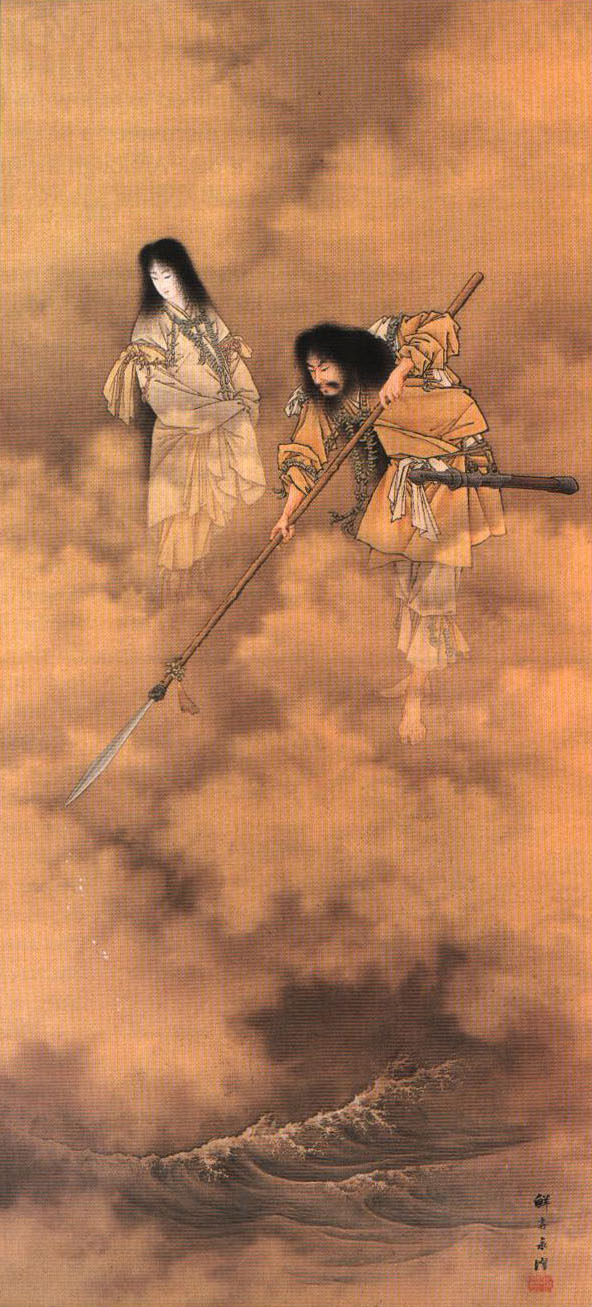
Shinigami

Shinigami (死神, God van de dood) is een van de vele voorstellingen van de dood, geëvolueerd uit Japan. Deze voorstelling van de dood kwam al snel voor in vele werken zoals de rakugo-voorstelling Shinigami en in Shunsen Takehara's Ehon Hyaku Monogatari (prentenboek van honderd plaatjes).
De eerste verschijning van Shinigami in Japan was in een rakugo-voorstelling met de titel Shinigami. Dit spel was gebaseerd op de Italiaanse opera Crispino e la Comare. Deze opera was gebaseerd op Der Gevatter Tod, een Duits sprookje gemaakt door de gebroeders Grimm.
Vandaag de dag worden Shinigami voor verschillende wezens gebruikt die met de dood te maken hebben in Japanse Manga en Anime. In de bekende manga Bleach worden ze afgebeeld als goedaardige menselijke wezens, in Death Note worden ze voorgesteld als mensachtige, maar niet helemaal menselijke wezens. Ook in de anime en manga van Black Butler komen ze voor als mensachtigen. 